# Eisenstadt-Umgebung
Eisenstadt-Umgebung (ungerska: Kismartoni járás) är ett distrikt  i förbundslandet Burgenland i Österrike. Centralorten Eisenstadt ingår inte i distriktet. 
Distriktet består av följande kommuner: 
(Ungrare och kroater är autoktona folkgrupper i distriktet och de ungerska/kroatiska namnen för kommunerna anges inom parentes.)
- Breitenbrunn am Neusiedler See (Fertőszéleskút/Patipron)
- Donnerskirchen (Fertőfehéregyháza/Bijela Crikva)
- Großhöflein (Nagyhöflány/Velika Holovajna)
- Hornstein (Szarvkő/Vorištan)
- Klingenbach (Kelénpatak/Klimpuh)
- Leithaprodersdorf (Lajtapordány/Lajtaproderštof)
- Loretto (Lorettom/Lovreta)
- Mörbisch am See (Fertőmeggyes/Merbiš)
- Müllendorf (Szárazvám/Melindof)
- Neufeld an der Leitha (Lajtaújfalu/Novo Selo)
- Oggau am Neusiedler See (Oka/Cokula)
- Oslip (Oszlop/Uzlop)
- Purbach am Neusiedler See (Feketeváros/Porpuh)
- Sankt Margarethen im Burgenland (Szent-Margit/Margareta)
- Schützen am Gebirge (Sérc/Česno)
- Siegendorf (Cinfalva/Cindrof)
- Steinbrunn (Büdöskút/Štikapron)
- Stotzing (Lajtaszék/Štucinga)
- Trausdorf an der Wulka (Darázsfalu/Trajštof)
- Wimpassing an der Leitha (Vimpác/Vimpas)
- Wulkaprodersdorf (Vulkapordány/Vulkaprodrštof)

Kommunerna i Eisenstadt-Umgebung

- Zagersdorf (Zárány/Cogrštof)
- Zillingtal (Völgyfalu/Celindof)